# Варта (гміна)
Гміна Варта (пол. Gmina Warta) — місько-сільська гміна у центральній Польщі. Належить до Серадзького повіту Лодзинського воєводства.
Станом на 31 грудня 2022 у гміні проживало 11 904 особи.

## Площа
Згідно з даними за 2007 рік площа гміни становила 252.91 км², у тому числі:
- орні землі: 68.00%
- ліси: 18.00%

Таким чином, площа гміни становить 16.96% площі повіту.

## Населення
Станом на 31 грудня 2022:
| Опис    | Загалом | Загалом | Чоловіки | Чоловіки | Жінки | Жінки |
| ------- | ------- | ------- | -------- | -------- | ----- | ----- |
| одиниця | осіб    | %       | осіб     | %        | осіб  | %     |
| все     | 11904   | 100     | 5821     | 48.9     | 6083  | 51.1  |

## Сусідні гміни
Гміна Варта межує з такими гмінами: Блашкі, Врублев, Ґощанув, Добра, Задзім, Здунська Воля, Пенчнев, Серадз, Шадек.